# Smolník (přítok Hnilce)
Smolník je vodní tok na Spiši, protéká územím okresu Gelnica. Je to významný pravostranný přítok Hnilce, má délku 19,7 km a je tokem VI. řádu. Na horním toku napájí údolní vodní nádrž Úhorná. Údolí Smolníku je starou hornickou oblastí, těžbu rud zde připomínají haldy a opuštěné štoly.

## Pramen
Pramení ve Volovských vrších, v podcelku Pipitka, na jihovýchodní stráni Úhornianského sedla (999 m) v nadmořské výšce kolem 960 m.

## Tok
Nejprve teče na krátkém úseku na východ, pak po obec Smolník na severovýchod, odtud k ústí více na severoseverovýchod.
Pramenná oblast se nachází v geomorfologickém celku Volovské vrchy, podsestavě Pipitka. Pak odděluje podcelky Zlatý stôl na západě a Kojšovská hoľa na východě.
Protéká následujícími sídly: Úhorná, Smolník, Smolnícka Huta, osada Smolnícka Píla a Mníšek nad Hnilcom.

## Přítoky
- zprava ze severozápadního svahu Pipitky (1225 m), ze severozápadního svahu Medvedího vrchu (965 m), Zimná voda, Veľkokotlinský potok, tři kratší přítoky zpod Štóského sedla (798 m), Hajdovský potok, Holecký potok, Smolnícky potok, Zbojnícky potok, tři kratší přítoky ze západních strání Hutné hole (1094 m);
- zleva dva přítoky zpod Skalky (991 m), z jižního svahu Hekerové (1260 m), Starý potok, potok z východního svahu Malé Hekerové (1089 m) – zde je spojen Priechodným kanálem s korytem Bystrého potoka, potok z východního svahu Vtačího vrchu (1045 m), potok z Hajdové doliny, Mlynovec, přítok zpod kóty 850,1 m, přítok z jihovýchodního svahu Košiarisk (770 m) a dva přítoky zpod kóty 795,7 m v oblasti Nad krížom

## Ústí
Ústí do Hnilce na území obce Mníšek nad Hnilcom v nadmořské výšce kolem 417 m.